# Autódromo Internacional de Tarumã
Das Autódromo Internacional de Tarumã ist eine Motorsport-Rennstrecke im Süden von Brasilien. Die 1970 eröffnete 3,016 km lange Strecke liegt ca. 25 östlich von Porto Alegre und 3 km nördlich von Viamão und gilt als der schnellste Straßenrennkurs Brasiliens.

## Geschichte

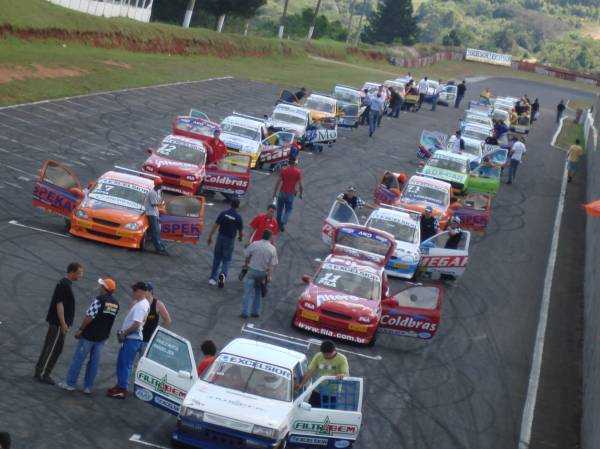
Feld der TC1600 Serie 2006 in Taruma

Der am 12. Juli 1949 gegründet Automobile Club Rio Grande do Sul führte bereits seit den 1950er-Jahren Straßenrundrennen in Viamao durch. Die Strecke wurde am 8. November 1970 mit einem Sportwagenrennen eingeweiht das Jayme Silva auf einem Alfa Fúria gewinnen konnte.
1981 wurde im Rahmen einer Neuasphaltierung in der schnellen, letzten Kurve 9 eine optionale Schikane eingebaut, die besonders bei Clubrennen, so den in Brasilien populären VW Käfer Rennen, die die Strecke auch in umgekehrter Fahrtrichtung im Uhrzeigersinn befuhren, zum Einsatz kam. Erst 2012 erfolgte die zweite komplette Neuasphaltierung, bei der auch das Paddock und die Boxenanlagen grundlegend überarbeitet wurden. 2014 wurde nach offensichtlichen Sicherheitsmängeln aufgrund zu hoher Geschwindigkeiten bei der Stockcar Brasil-Runde im Vorjahr in der Kurve 3 eine weitere, nun öfters frequentierte Schikane eingebaut, durch die die Streckenlänge auf 3,069 km anwuchs.

## Streckenbeschreibung
Die 12–15 m breite Strecke wird entgegen dem Uhrzeigersinn befahren und weist für die verhältnismäßig hohen Durchschnittsgeschwindigkeiten relativ bescheidene Sturzräume aus. Insbesondere die schnelle Kurve 1 in der ein Tunnel zur Zufahrt auf das Infield liegt ist immer wieder Brennpunkt schwerer Unfälle.
Auf dem Gelände der Anlage befindet sich auch eine 1,03 km lange Kartbahn.

## Veranstaltungen
Tarumã war 1979 Schauplatz des allerersten Rennens der beliebten Stock-Car-Brasil-Serie. Daneben gilt das seit 1962 ausgetragene Langstreckenrennen der 12 Stunden von Tarumã als jährlicher Saisonhöhepunkt. Der bereits 38 mal (Stand 2019) ausgetragene Langstreckenklassiker wird für Sportprototypen, Sport- und Tourenwagen ausgeschrieben und wird mit einem Start um Mitternacht begonnen.
Die wichtigsten Meisterschaften auf der Strecke sind:
- 12 Stunden von Tarumã
- Copa Truck
- Südamerikanische Formel-4-Meisterschaft
- Brasilianische Stockcars
- Brasilianische Formel-3-Meisterschaft
- Formula Truck

## Sonstiges
1971 verunglückte der italienische Formel-3-Meister Giovanni Salvati im Rahmen eines Formel 2 Laufs tödlich mit seinem March 712 in der ersten Kurve.